# Podocarpus gnidioides
Podocarpus gnidioides — вид хвойних рослин родини подокарпових.

## Поширення, екологія
Країни поширення: Нова Каледонія. Цей вид відомий з кількох гірських районів в південних масивах Нової Каледонії. Був записаний від 600 до 1600 м над рівнем моря. Зазвичай зустрічаються уздовж скелястих гряд, де зростає з іншими низькими чагарниками.

## Загрози та охорона
Пожежі становлять загрозу в усьому діапазоні поширення цього виду та розширення гірського видобутку може бути загрозою в деяких областях. Прогнозовані збільшення середньорічної температури і зміни в режимі опадів можуть зменшити площу, придатну для даного виду. Цей вид відомий у кількох ПОТ, деякі з яких є відкритими для можливості гірничого видобутку.